# Sierakowo (Płońsk)
Pour les articles homonymes, voir Sierakowo.
Sierakowo (prononciation : [ɕeraˈkɔvɔ]) est un village polonais de la gmina de Płońsk dans le powiat de Płońsk de la voïvodie de Mazovie dans le centre-est de la Pologne.
Il se situe à environ 3 kilomètres à l'est de Raciąż (siège de la gmina), 23 kilomètres au nord-ouest de Płońsk (siège du powiat) et à 86 kilomètres au nord-ouest de Varsovie (capitale de la Pologne).

## Histoire
De 1975 à 1998, le village appartenait administrativement à la voïvodie de Ciechanów.